# The Blood Brothers
The Blood Brothers war eine Hardcore-Punkband aus Seattle, USA, die 1997 gegründet wurde und sich am 8. November 2007 offiziell trennte. Auf Grund der teils experimentellen Musik wird die Band auch dem Genre Post-Hardcore zugeordnet und des Öfteren mit Gruppen wie At the Drive-In und Refused verglichen. Stilistisch markant war insbesondere das Zusammenwirken der zwei Hauptvokalisten, die sich vor allem in der Tonlage deutlich unterschieden.

## Bandgeschichte
Die Band veröffentlichte fünf Alben und arbeitete dabei mit Produzenten wie Matt Bayles (u. a. Isis, Mastodon; March On Electric Children) und Ross Robinson (...Burn, Piano Island, Burn) zusammen. Das fünfte Album Young Machetes wurde von Guy Picciotto (u. a. Fugazi) und John Goodmanson (u. a. Sleater-Kinney) gemeinsam aufgenommen. Letzterer war bereits für die Produktion von Crimes verantwortlich.
Während die ersten Alben von kleinen Independent-Labels veröffentlicht wurden, erschienen Crimes und Young Machetes bei dem größeren Label V2 Records. Beide Werke erreichten die Billboard-200-Charts, wobei Crimes bis auf Platz 157 kam und Young Machetes Position 92 erreichte.
Nach dem Split fanden alle fünf Bandmitglieder neue Bands. Johnny Whitney und Cody Votolato gründeten zusammen mit Jay Clark (vorher bei Pretty Girls Make Graves) die Band Jaguar Love, während die anderen drei Mitglieder (Jordan Blilie, Mark Gajadhar und Morgan Henderson) gemeinsam mit Devin Welch als Past Lives weitermachen.

## Diskografie

### Alben
- This Adultery Is Ripe (2000, Hopscotch)
- March On Electric Children (2002, 31G)
- ...Burn, Piano Island, Burn (2003, Second Nature)
- Crimes (2004, V2 Records)
- Young Machetes (2006, V2 Records)

### EPs
- Rumors Laid Waste (2003, Sound Virus)
- Love Rhymes with Hideous Car Wreck (2005, Dim Mak)

### Singles
- Ambulance vs. Ambulance (2003)
- Love Rhymes with Hideous Car Wreck (2004)
- Laser Life (2006)
- Set Fire to the Face on Fire (2007)